# شهرستان شکودر
شهرستان شکودر (به لاتین: Shkodër County) یک شهرستان در آلبانی است که ۳٬۵۶۲ کیلومترمربع مساحت و ۲۱۵٬۳۴۷ نفر جمعیت دارد.